# Zbelovska Gora
Zbelovska Gora je naselje u slovenskoj Općini Slovenskim Konjicama. Zbelovska Gora se nalazi u pokrajini Štajerskoj i statističkoj regiji Savinjskoj. 

## Stanovništvo
Prema popisu stanovništva iz 2002. godine naselje je imalo 297 stanovnika.